# 水蛇座μ
水蛇座μ，又名CP-79 66，HD 16522、SAO 255898、HR 776，是水蛇座的一颗恒星，视星等为5.28，位于銀經297.19，銀緯-36.88，其B1900.0坐标为赤經2h 33m 47.1s，赤緯-79° -36.88′ 45″。